# Apeal
Apeal of The Association of European Producers of Steel for Packaging is een Europese federatie die vier producenten van metalen verpakkingsmaterialen groepeert. De organisatie is gevestigd in Brussel en wordt geleid door de Belg Philip Buisseret. 

## Europees
Apeal werd opgericht in 1986 door de vier deelnemende multinationals. Samen verschaffen ze werk aan 200.000 werknemers die gezamenlijk 4,8 miljoen ton staal produceren. De verpakkingen worden gebruikt voor o.m. voedsel, drank en als spuitbussen. De organisatie doet aan promotie voor zijn product en gaat in overleg met de verschillende overheden. In dit debat is er ook aandacht voor de recyclage en de voordelen ervan tegenover andere materialen.

#### Leden
- ArcelorMittal, met vestigingen in België, Frankrijk, Spanje en Italië.
- Tata Steel, met vestigingen in Nederland en het Verenigd Koninkrijk.
- Rasselstein, een dochteronderneming van de groep ThyssenKrupp met vestiging in Duitsland.
- U.S. Steel Kosice, met vestigingen in Slowakije en Servië.